# 弗吉尼亚理工学院
弗吉尼亚理工学院暨州立大学（英語：Virginia Polytechnic Institute and State University），通称弗吉尼亚理工学院（英語：Virginia Tech），创建于1872年，是一所著名公立研究型大学，主校区位于弗吉尼亚州的黑堡，另于该州其他地区、瑞士、多米尼加等地设有研究中心。弗吉尼亚理工学院亦是六所提供预备役军官训练团项目的美国高等军事院校之一。截至2022年秋季，弗吉尼亚理工学院提供280个本科和研究生项目，注册学生达37000人，在全世界的校友达24万人。在2024 U.S. News & World Report全美最佳大学排名中，弗吉尼亚理工学院位于全美第47名，公立大学第20名。

## 历史
1872年，依照《土地拨赠法案》，弗吉尼亚州议会动用联邦资金购置了濒临破产的普雷斯顿-欧林学院的设施。该校原址位于蒙哥马利县郊区，为一所卫理公会学校。弗吉尼亚联邦随后将该地改制为政府赠地，并在此建立了一所叫做弗吉尼亚农工学院（Virginia Agricultural and Mechanical College）的军事院校。
在第七任校长约翰·麦克拉伦·麦克布莱德掌管学院期间（任期：1891年-1907年），弗吉尼亚农工学院将其学制修改为传统院校的四年制，而这个改变也促使学校更名为弗吉尼亚农工学院暨理工学院（Virginia Agricultural and Mechanical College and Polytechnic Institute）。由于当时人们已经省略校名中的农工学院（Agricultural and Mechanical College）部分；1944年，学校的名称正式缩减为弗吉尼亚理工学院（Virginia Polytechnic Institute, VPI）。
1923年，弗吉尼亚理工学院将四年学制压缩至两年，并于1931年起在威廉与玛丽学院的诺福克分校（即现在的奥多明尼昂大学）授课。随后，在威廉与玛丽学院的诺福克分校完成两年课业的学生可以转学至弗吉尼亚理工学院，继续完成剩下两年的课程。1943年，弗吉尼亚理工学院吸收雷德福州立师范学院，后者成为它的女子部；1964年合并解散。雷德福大学现在成为一所超过9900名学生、提供150个本科和研究生项目的独立大学。
如今的弗吉尼亚理工学院的许多成就，都要归功于第十三任校长托马斯·马歇尔·哈恩（任期：1962年-1974年）的努力。他的愿景是将的弗吉尼亚理工学院逐渐转变成一所综合性研究大学。为达到这一目标，当时弗吉尼亚理工学院每年都会扩招一千名学生，并新建大量寝室楼，聘请更多的教授（例如仅1966年一年就新增了超过100名教授），科研经费也因此迅速增加。在哈恩校长任期内，该大学迎来了第一位罗德学者，即1963届的W.W.刘易斯。这一期间，哈恩亦终止与雷德福大学的合作办学计划，去除了两年制强制士官团学习的限制，并在1973年允许女性加入士官团，而弗吉尼亚理工也因此成为美国史上第一所允许女性加入士官团的学校。
哈恩的另一个颇具争议的计划却并未实现。他希望将弗吉尼亚理工学院更名为弗吉尼亚州立大学（Virginia State University），并因此接管时称为弗吉尼亚州立学院（Virginia State College）——现弗吉尼亚州立大学（Virginia State University）——的传统黑人大学。这个计划未能实现，作为妥协，学校更名为现时的正式名称弗吉尼亚理工学院暨州立大学（Virginia Polytechnic Institute and State University, VPISU）。
由于学校的体育活动兴旺，促使学校在20世纪90年代初，接受弗吉尼亚理工学院（Virginia Tech, VT）这一缩写，并使用在各个公开领域，尽管如此，学校在毕业证书和成绩单中依旧采用全名。
2007年4月16日，弗吉尼亚理工发生伤亡人数惨重的校园枪击案，枪手赵承熙在射杀32人后饮弹自尽。

## 学术
弗吉尼亚理工学院为超过37000位学生提供280个本科和研究生学位项目，并拥有科研资金多达5.56亿美元。弗吉尼亚理工在黑堡拥有七个学院，另设有弗吉尼亚-马里兰兽医医药区域学院。除此之外，由学校和加利永诊所合办的一所私立学校，弗吉尼亚理工-加利永医药研究学院创立于2007年。
弗吉尼亚理工学院的本科学院如下：
- 弗吉尼亚理工学院农业和生命科学学院（英语：Virginia Tech College of Agriculture and Life Sciences）
- 弗吉尼亚理工学院建筑和城市研究学院（英语：College of Architecture and Urban Studies）
- 弗吉尼亚理工学院文理和人文科学学院（英语：Virginia Tech College of Liberal Arts and Human Sciences）
- 庞普林商学院（英语：Pamplin College of Business）
- 弗吉尼亚理工学院工学院（英语：Virginia Tech College of Engineering）
- 弗吉尼亚理工学院自然资源和环境学院（英语：Virginia Tech College of Natural Resources and Environment）
- 弗吉尼亚理工学院理学院（英语：Virginia Tech College of Science）
- 弗吉尼亚-马里兰兽医医药地区学院（英语：Virginia-Maryland Regional College of Veterinary Medicine）
- 弗吉尼亚理工学院-加利永医药研究学院（英语：Virginia Tech Carilion School of Medicine and Research Institute）

### 录取

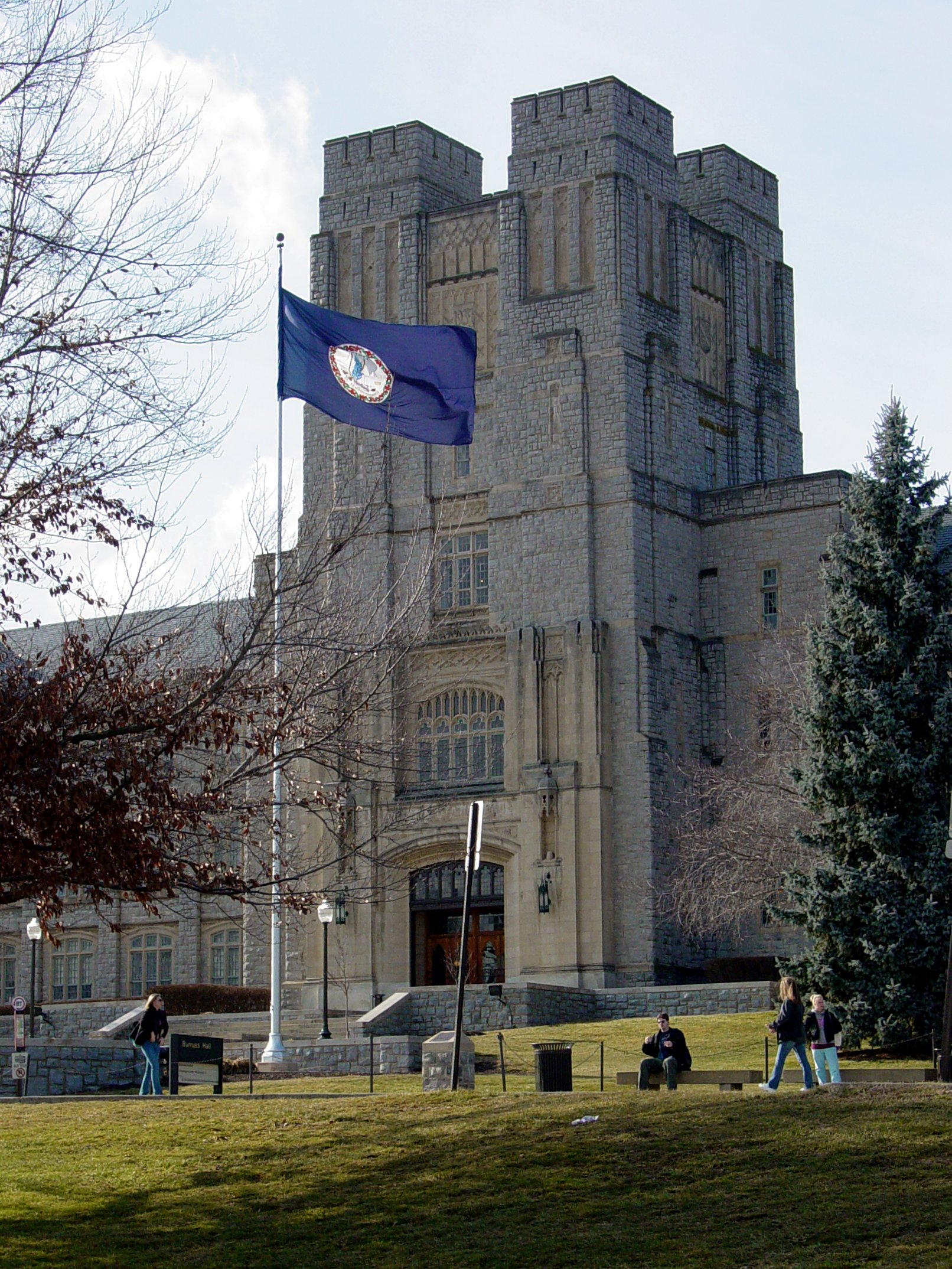
学校行政楼布鲁斯大楼（Burruss Hall）

在2015年秋，弗吉尼亚理工学院共收到近22,500份申请，比去年同期的20,897份增加了7.6%。通常录取的高中毕业生GPA为4.00，GPA区间中的50%分值为3.81和4.24之间。在SAT的前两项（批判性阅读和数学部分1600满分）中，录取的平均值为1250，中间区间为1160至1340。在录取的5,518名学生中，有20%采取提前决定策略（Early Decision Plan）。
在2009年至2010学年，弗吉尼亚理工研究生学院共录取6,947名希望获得硕士和博士学位的学生。
弗吉尼亚理工另设有荣誉学生课程。荣誉学生有11种不同的方式来得到荣誉学生学分，进而得到五选一的荣誉学生学位。一部分的荣誉学生亦被邀请入住两个荣誉学生公寓——位于安勃勒-强斯顿西宿舍楼（West Ambler Johnston Hall）的荣誉学生公寓社团和希尔克里斯荣誉学生社区（Hillcrest Honors Community）。要想成为荣誉学生，申请人需拥有3.6的GPA，并在申请成功后继续保持3.5的GPA。
在2013年至2014学年，弗吉尼亚理工学院研究生院录取了6,723名研究生（4465名全职、2258名兼职）进入到各自的研究生和硕士项目中。在弗吉尼亚理工-加利永医药研究学院从2,873份申请中仅仅录取了42名学生（2017届），被录取的学生中的MCAT分数为29至40分（中值33分、平均分33分），平均的本科GPA为3.5分。

## 校长
| 查理·兰登·卡特·迈纳      | 1872–1880                                                         |
| 约翰·李·布坎南           | 1880年3月1日 – 1880年8月12日                                      |
| 思高特·希普              | 1880年8月12日 – 1880年8月25日（因和教职员工工会意见不合自行辞职） |
| 约翰·李·布坎南           | 1881年5月 – 1882                                                  |
| 托马斯·尼尔森·康拉德     | 1882–1886                                                         |
| 伦斯福德·林赛·洛马克斯   | 1886–1891                                                         |
| 约翰·麦克拉伦·麦克布莱德 | 1891–1907                                                         |
| 保罗·布兰登·巴林杰       | 1907–1913                                                         |
| 约瑟·迪普伊·埃格尔斯顿   | 1913–1919                                                         |
| 朱利安·阿什比·布鲁斯     | 1919–1945                                                         |
| 约翰·瑞德·哈奇森         | 1945–1947                                                         |
| 华特·斯蒂文森·纽曼       | 1947–1962                                                         |
| 托马斯·马歇尔·哈恩       | 1962–1974                                                         |
| 威廉·爱德华·拉威利       | 1975–1987                                                         |
| 詹姆斯·道格拉斯·迈科马斯 | 1987–1993                                                         |
| 保罗·托格森              | 1993–2000                                                         |
| 查尔斯·W·斯蒂格          | 2000–2014年6月1日                                                 |
| 蒂摩西·桑德斯            | 2014年6月1日–                                                     |

## 排名
据《美国新闻和世界报道》的“2024全美最佳大学”排名，弗吉尼亚理工在全美大学中排名第47，全美公立大学中排名第20。
按照卡内基高等教育学会分类（Carnegie Classification of Institutions of Higher Education），弗吉尼亚理工被认为是“研究活动极其活跃的研究性大学”（research university with very high research activity，或RU/VH）。
2015年的美國新聞與世界报道指出，弗吉尼亚理工工学院的本科课程在全美有工学院的大学中排名第15，公立大学中排名第6，与德州农工大学并列。弗吉尼亚理工的6个学士工程课程在全美排名前20（航天工程第14名，土木工程第10名，电子工程第15名，机械工程科学第8名，环境工程第11名，工业工程第8名，机械工程第14名，生物系统工程第11名，化学工程第20名）。而学校提供的研究生工程课程注重跨学科研究，总体排名在全美第21名。在公立学校中，它的研究生项目拥有2,000多学生，并在全美排名第10，它也弗吉尼亚州最强的工程学院。
弗吉尼亚理工农业和生命科学学院的学士课程在全美排名前列位居第11名。2009年，美国国家科学基金会认定弗吉尼亚理工在农业研究的支出在全美排名第5。2014年的《美国新闻和世界报道》指出，弗吉尼亚理工农业和生命科学学院的研究生课程在全美排名第7。
在商科方面，2014年的商科本科排名中，庞普林商学院位居全美第43名，在公立学院中排名第26名。在全美524个设有国际商管学院促进协会认可的商学课程的大学中，庞普林商学院的总排名在前10%。

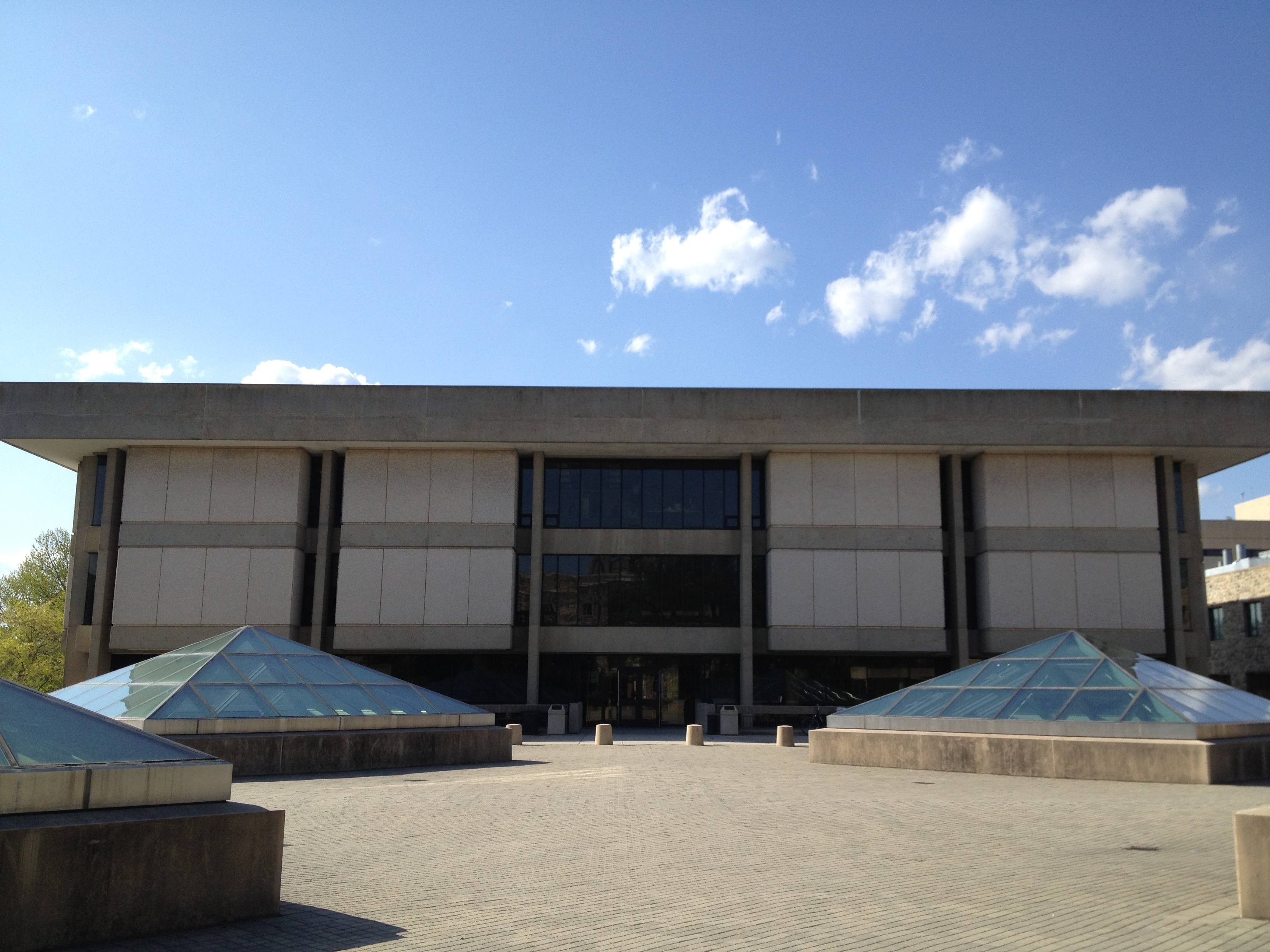
科吉尔大楼。建筑和城市研究学院的办公室多为于此。

在弗吉尼亚理工学院建筑和城市研究学院下的建筑設計学院是全美顶尖的学院之一並享有世界建筑学院最高荣誉，与哈佛、耶鲁、哥伦比亚、康乃爾大学并列。 2016年“美国最佳建筑和设计大学”报告中，(DesignIntelligence，全美仅有专注于大学的设计学科排名的报告）弗吉尼亚理工建筑学的学士课程在全美大学的排名定为第3，研究生课程在全美的排名定为第9名。由弗吉尼亚理工师生设计并建造的未来节能住宅LumenHAUS获得美国建筑师协会（AIA）最佳建筑设计奖，获美国能源部节能住宅大赛建筑设计奖，获国际建筑节能十项全能比赛金奖（西班牙马德里）。2012年《普兰帝森研究生城市规划课程指南》（The Planetizen 2012 Guide to Graduate Urban Planning Programs）认为弗吉尼亚理工的城市和区域规划硕士（MURP）课程在全美排名第19，此课程亦在弗吉尼亚州排名最佳。此最新版更新了约百个美国和加拿大大学的资料，而弗吉尼亚理工的城市和区域规划硕士（MURP）课程的总体排名良好，在科技、土地规划、环境规划和人口增长管理方面表现突出。。
此外，根据《美国新闻和世界报道》，弗吉尼亚理工的公共事务及政策研究所在全美的公共事务研究院中排名前10%，其中公共管理专业排名第17名。弗吉尼亚的公共管理专业（master's in public administration）也被视为全美顶级的研究生项目，并优于本州的其他大学。《世界教育》（Eduniversal）评选它的政府及国际事务专业硕士项目（MPIA）为北美国际管理专业的第27名。
天然资源和环境学院在全美的排名亦较为突出。弗吉尼亚理工的野生动植物课程排名第一，渔业课程排名第2。最近林业期刊的一份研究北美洲林业课程影响的报告指出，弗吉尼亚理工的林业课程的主管综合得分排名第2，论文应用数量排名第3。学校的森林科学和林业产品课程收到林业科学科技协会（Society of Wood Science and Technology）认可，并被认为是北美洲同类课程中的顶尖课程。
据2010年《美国新闻和世界报告》，教育学院职业和技术教育的研究生课程在全美排名第4。教学设计和科技的研究生课程在全美排名前9。2012年，美国新闻和世界报告认定弗吉尼亚理工对于学生的支出领先全美其他学校。
原來其計算機系擁有的System X曾經是全球排名第七位、全球大學系統排名第一位的超級電腦。

## 科研
根据美国科学基金会报告，在2012财年，弗吉尼亚理工学院投入了4.54亿美元投入到科研项目，这笔开展在全美大学中位居第40名。这也反映出在查尔斯·W·斯蒂格校长任职时期，学校的科研投入已经连续十三年增加，从2000财年的1.92亿美元上升了两倍多。弗吉尼亚理工学院也是全美前五十的科研投资机构中唯一的弗吉尼亚州机构，排名在全部公立大学的第23名，占全美900所科研大学机构的前5%。每年都有数千基金会赞助学校的科研发展，并帮助科研团队在农业、生化、通信技术、健康、交通、能源管理、安全、可持续性、及其他工程、科学、社科和创新领域发展。
| 2009 | US$3.967亿 |
| 2010 | US$3.98亿  |
| 2011 | US$4.50亿  |
| 2012 | US$4.54亿  |
| 2013 | US$4.96亿  |
| 2014 | US$5.13亿  |

### 弗罗林生命科学研究所
弗罗林生命科学研究所扩建于1991年的弗罗林生化研究所。它旨在增加弗吉尼亚理工的生命科学研究、教育和拓展，并通过增加与生命科学团体的互动和资源整合，提高科学领域的教育和跨专业科研。弗罗林研究所的科研聚焦于媒介生物性疾病、传染疾病、微生物学、生物科学、肥胖、癌症生化学、生态学和组织科学。

### 弗吉尼亚生物信息研究院
弗吉尼亚生物信息研究院，建立于2000年弗吉尼亚理工主校区，它是该校首个生物信息、计算生物学、系统生物学的科研单位。它拥有200名科研人员、超级计算集群、不同类型DNA测序仪，包括一个大规模并行高通量罗氏GS-FLX音序器。

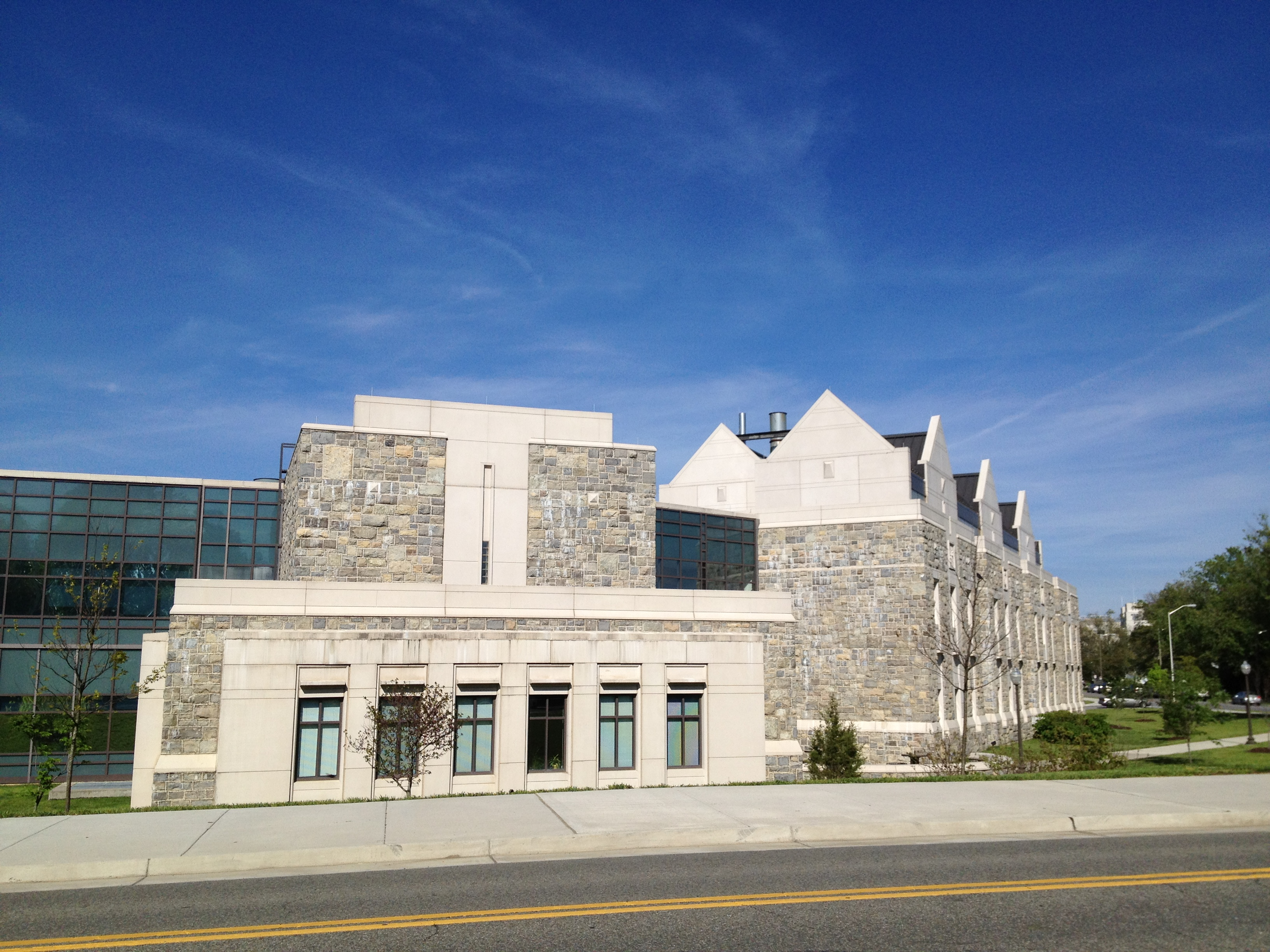
弗吉尼亚生物信息中心

生物信息研究院拥有1.09亿美元活动科研资金，研究平台主要致力于宿主-病原体-环境的交互作用（host-pathogen-environment interactions）中的“病害三角理论”（disease triangle）。通过生物信息技术，VBI研究者经过整合和阐述巨型科研数据，解决当今生物医学、环境科学及农业科学中的核心问题。此外，它还通过整合数学、流行病学、计算机科学、生物学、生物化学、统计学、经济学和合成生物学的信息，制作能够解决传染科学的新型疫苗、药物和靶向治疗手段。

### 交通运输研究所
弗吉尼亚理工学院交通运输研究院（Virginia Tech Transportation Institute）改造于1988年成立的交通研究中心，拥有350名雇员及4千万美元的科研资金（2013年）。VTII每年支持超过100名的本科及研究生从事科研，并保持每年有超过140篇期刊发表。交通研究所旨在通过交通运输科研，测试并分析交通运输科技和软件发明，以保证生命安全、节省时间和开支、保护环境；它在分心驾驶（distracted driving）和商业服务领域卓有成就。此外，研究所通过不同维度（交通工具、驾驶员、基础设施、材料与环境），处理和解决交通中的困境与挑战，其中包括著名的自动驾驶科研与技术研发，并应用于超过4000种交通工具中。

### 创新、艺术与技术研究院
2010年成立的创新、艺术与技术研究院（the Institute for Creativity, Arts, and Technology）通过院整合罗诺克市的艺术中心与学校的科技力量，发展当今科研模型，力图将艺术与科技进行融合，并生产学习型模型和环境，以处理当今社会需求。

### 关键技术和应用科学研究院
2005年，关键技术和应用科学研究院（Institute for Critical Technology and Applied Science (ICTAS)）成立，并致力于提高工程、科学、生物和人文科学的跨学科研究。核心领域包括有纳米技术、纳米生物界面、可持续性能源、安全和可持续性水源、自然环境安全、认知与交流系统、可再生材料和新兴技术。关键技术和应用科学研究院同时也为弗吉尼亚州提高策略科技领导力，并投资高水平的实验室。

### 社会、文化与环境研究院
社会、文化与环境研究院（The Institute for Society, Culture, and Environment (ISCE)）创建于2007年，旨在提供跨学科研究、处理社会及个人转变中的问题。它强化大学在社会科学、人文科学和艺术中的竞争性地位，并将学校的科研能力匹对社会、文化中存在的问题与机会。研究院着重解决巴基斯坦和菲律宾的贸易政策与贫困问题，并拥有一只特殊的社会与公共卫生的科研团队，解决区域性健康问题与干预策略。

### 弗吉尼亚理工医学研究院
弗吉尼亚理工医学研究院（Virginia Tech Carilion Research Institute）是从弗吉尼亚理工医学院整合而形成的新型医学科研与教学中心，它旨在进行生物医学的教育、多视角的诊所研究。研究目的包括了解生命健康与失控的核心环节，以及发展新颖的诊断和治疗措施

### 弗吉尼亚理工阿林顿研究中心
2011年6月成立的阿林顿研究中心（Virginia Tech Research Center-Arlington (VTRC-A)）位于弗吉尼亚州国家首都辖区的阿林顿镇，提供科研团队与政府机构及其他公立、私立组织进行合作。此外还有很多研究组织和中心，也位于弗吉尼亚理工的阿林顿校区。

### 其他科研组织

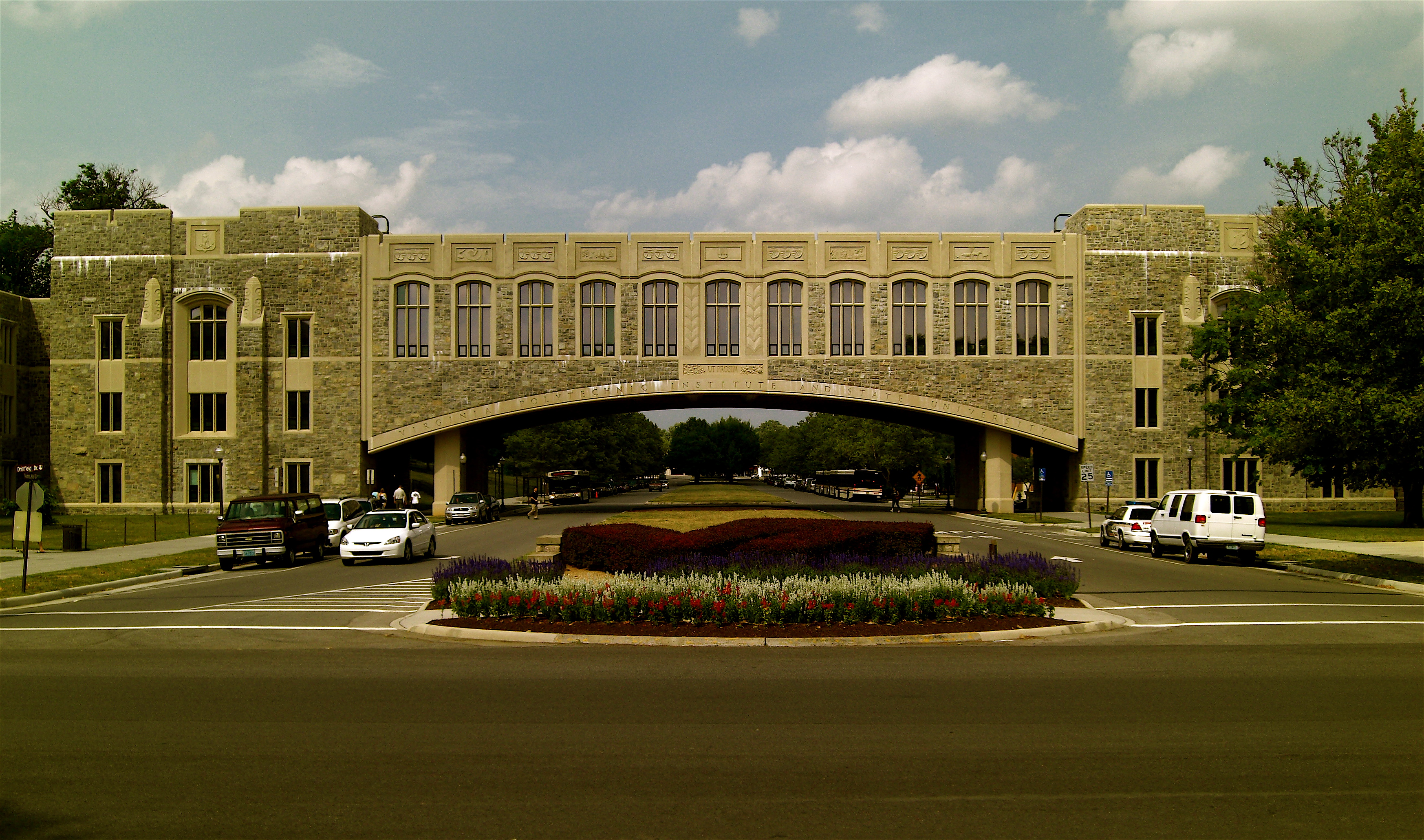
链接到校友楼的托格森跨桥。托格森楼是使用霍奇石的典型建筑案例

弗吉尼亚理工的其他科研团体和组织包括有高性能计算机、引用数学、无线通信、人类和动物健康、认知与行为发展、环境与能源、太阳能建筑结构等。
弗吉尼亚理工-维克森林生化工程与环境科学学院（The Virginia Tech–Wake Forest University School of Biomedical Engineering and Sciences），是弗吉尼亚理工学院工学院、维克森林医学院、弗吉尼亚-马里兰兽医医药地区学院合作成立的学校。其中弗吉尼亚理工的科研包括生物工程、细胞运输、计算机模型、生化材料、生物传热传质学、生物流体力学、仪器、人体工程学和组织工程。
弗吉尼亚理工知识产权集团（Virginia Tech Intellectual Properties Inc. (VTIP)）建立于1985年，是一个非盈利公司，旨在保护学校教授、教员团队和学生的知识产权保护和管理。截止2012财年，VTIP签署了17个美国专利权和六项国外专利，并签署了32个许可和其他合约。在2014年，VTIP报告有226万美元的专利收益
。

## 校园
弗吉尼亚理工学院校园位于弗吉尼亚州黑堡，居普赖西斯·福克路（Prices Fork Road）以南、种植园路（Plantation Drive）以东、主干道（Main Street）以西、以及美国460国道辅路（US 460 Bypass）以北，主校区大概有数千英亩。

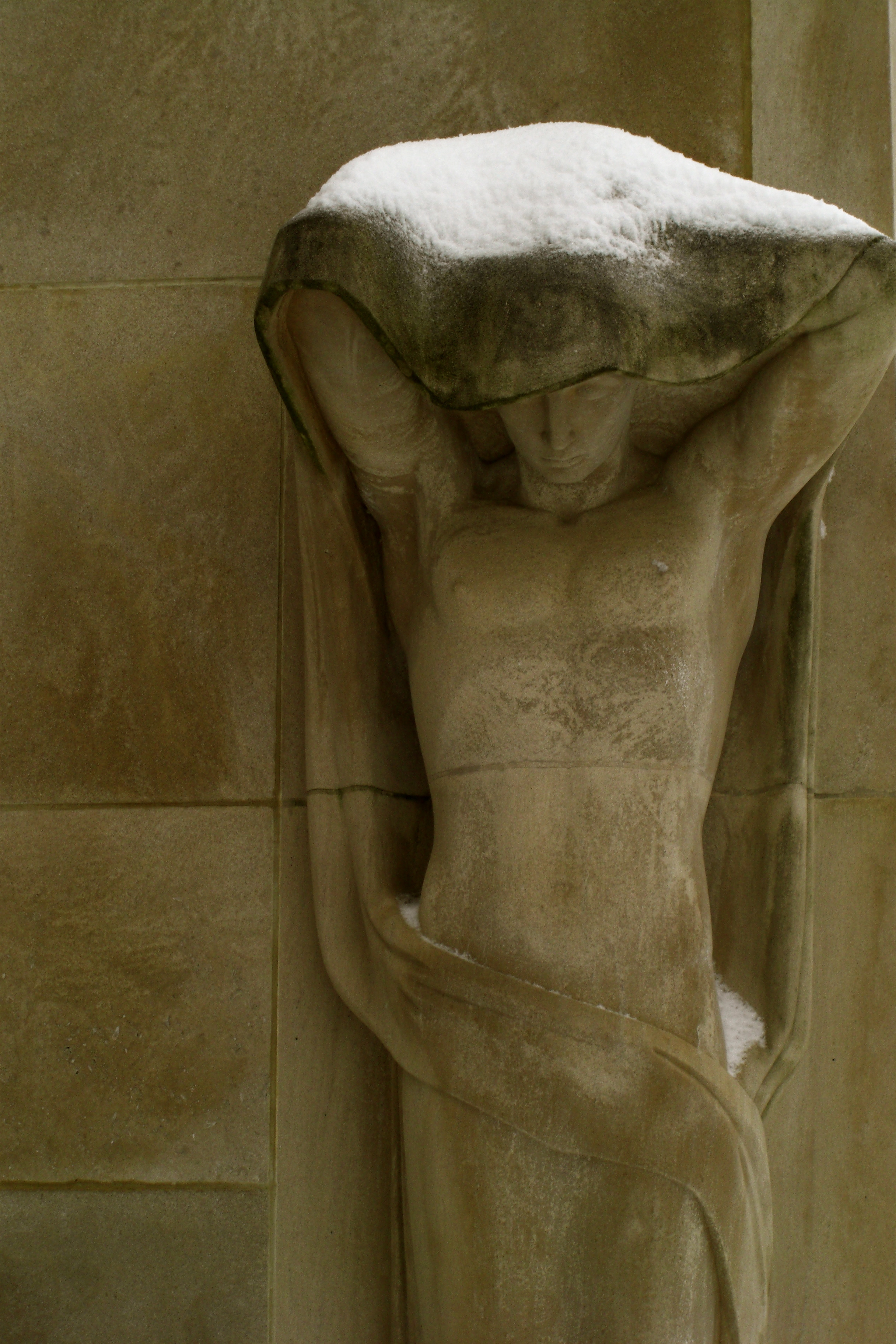
战争纪念堂的一个桥塔“牺牲”雪景

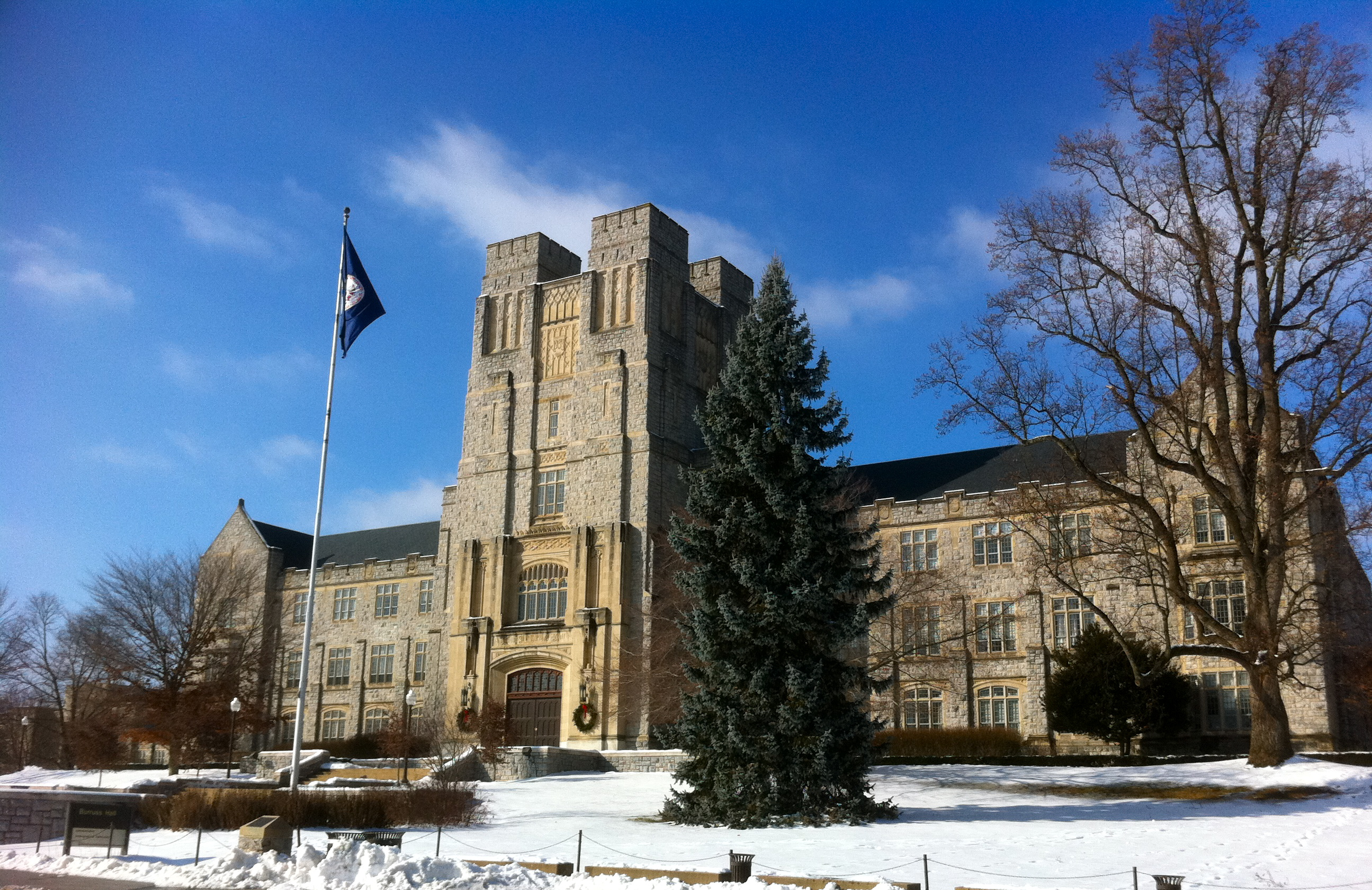
冬天里的布鲁斯大楼

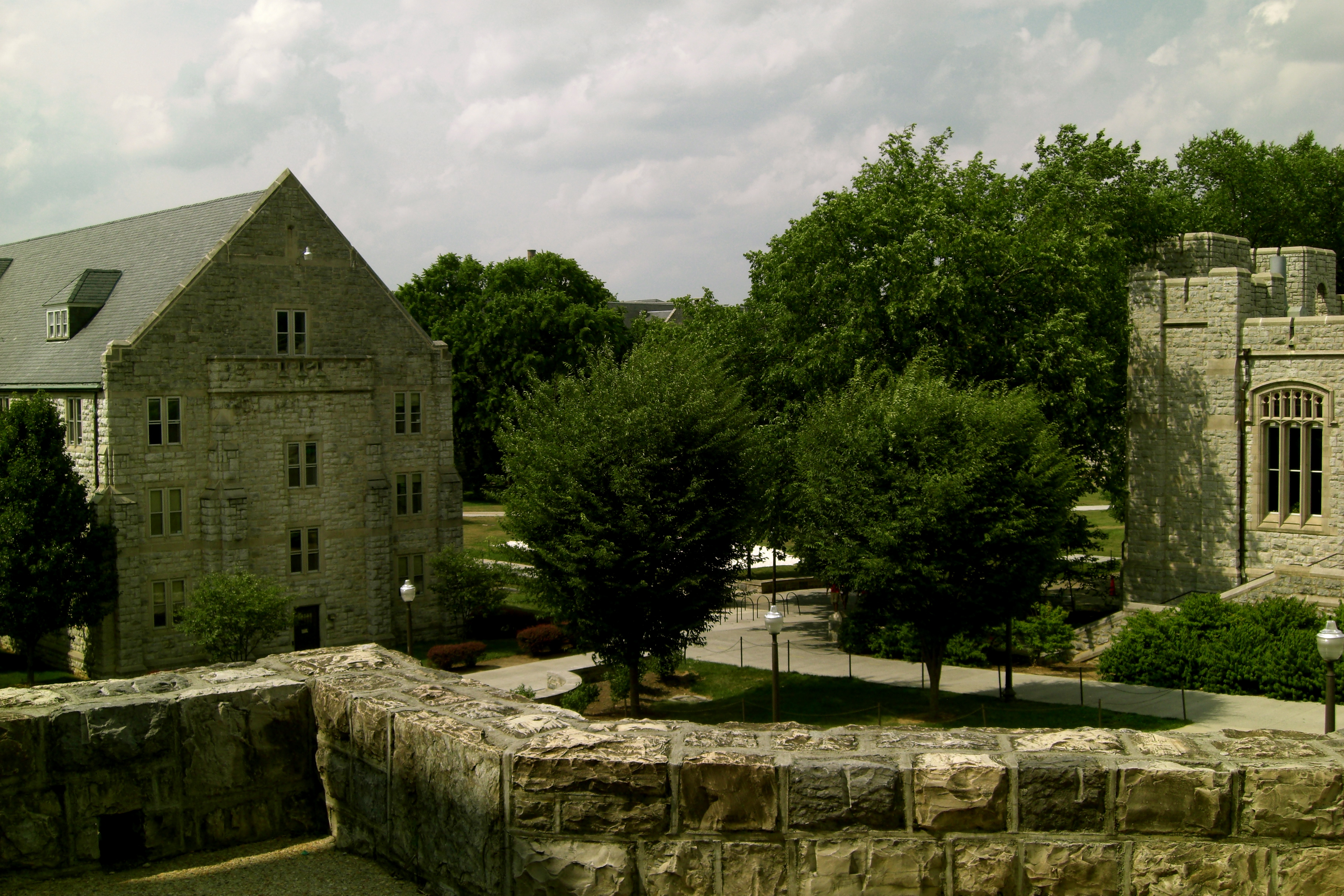
埃格尔斯顿楼和欧文楼

在黑堡校区的中心是以德里尔路包围、椭圆形的德里尔操场（Drillsfield）。德里尔操场命名来自1926年学校建成首个真正的体育场后，弗吉尼亚理工学院士官团进行军事操练活动。斯垂博斯溪（Stroubles Creek）流进德里尔操场南侧。一个三边形的溪水导管保留了1934年安装时的溪水原始水床；在1971年建立了两个沥青路。有所谓传闻称德里尔操场每年都有一英尺的下沉，但是并没有证据证明事实。2014年暑假，作为大学建造工程之一，三条污水道路被铺平，以提高道路和园林外观，并扩通了进入德里尔操场的道路。
在德里尔操场的西北一侧，伫立着学校的主要学术和行政楼，包括布鲁斯大楼和麦克布雷德楼。在德里尔操场的东南侧，集中着主要的宿舍楼、餐饮楼。纽曼图书馆位于校园中心的东侧，并链接托格森跨桥至校友楼。德里尔操场的北部、校友楼的西北部链接到上四方楼区（Upper Quad），一些学生称它为“军事校园”，它也是学校士官团的兵营。
在黑堡主校区，绝大多数的建筑物都采取霍奇石作为主要建筑材料。在20世纪90年代，一位校监事会成员强烈建议从此全部学校主校区建筑物必须参用霍奇石。2010年，校监事会通过决议将此意愿成为一项正式的学校政策。
霍奇石通常是灰色，参合着棕色与粉红。这种石灰岩通常来自西南弗吉尼亚、田纳西州和阿拉巴马州的采矿场，1950年代，其中一家被学校购买运行。尽管校园中绝大多数建筑设计采用了霍奇石，但也有一些例外。比如在上四方楼区的全部建筑，都由红砖建成。此外，一些教学楼也没有采用霍奇石，因为它们在修建时，学校并没有对新建筑物做出强制要求。

### 其他校区
弗吉尼亚理工学院有五个分校区：
- 弗吉尼亚理工学院汉普顿路中心，位于弗吉尼亚州纽波特纽斯和弗吉尼亚海滩[62]。
- 北弗吉尼亚中心，位于弗吉尼亚州福尔斯彻奇（国家首都辖区）[63]
- 弗吉尼亚理工学院里士满中心，位于弗吉尼亚州里士满[64]
- 弗吉尼亚理工学院罗诺克中心，位于弗吉尼亚州罗诺克[65]
- 弗吉尼亚理工学院西南中心，位于弗吉尼亚州阿宾顿[66]

### 国际校区

#### 加勒比教育和研究中心
加勒比教育和研究中心（the Caribbean Center for Education and Research (CCER)）位于多米尼加共和国东部蓬塔卡纳，提供弗吉尼亚理工学院教授及学生从事生物多样性、环境、社会可持续性、全球自然资源问题、酒店和旅游管理。这一中心由弗吉尼亚理工学院、蓬塔卡纳生态基金会（PUNTACANA Ecological Foundation (PCEF)）和蓬塔卡纳度假村合作建立。

#### 欧洲研究和建筑中心
2014年，斯蒂格国际学者中心更名为欧洲研究和建筑中心（the Center for European Studies and Architecture (CESA)），成为弗吉尼亚理工学院在欧洲的校园，并在该区域从事项目运行和支持。改中心位于瑞士提契诺州圣维塔莱河村，距离意大利米兰等北部城市不远.

## 学生生活

### 住宿生活

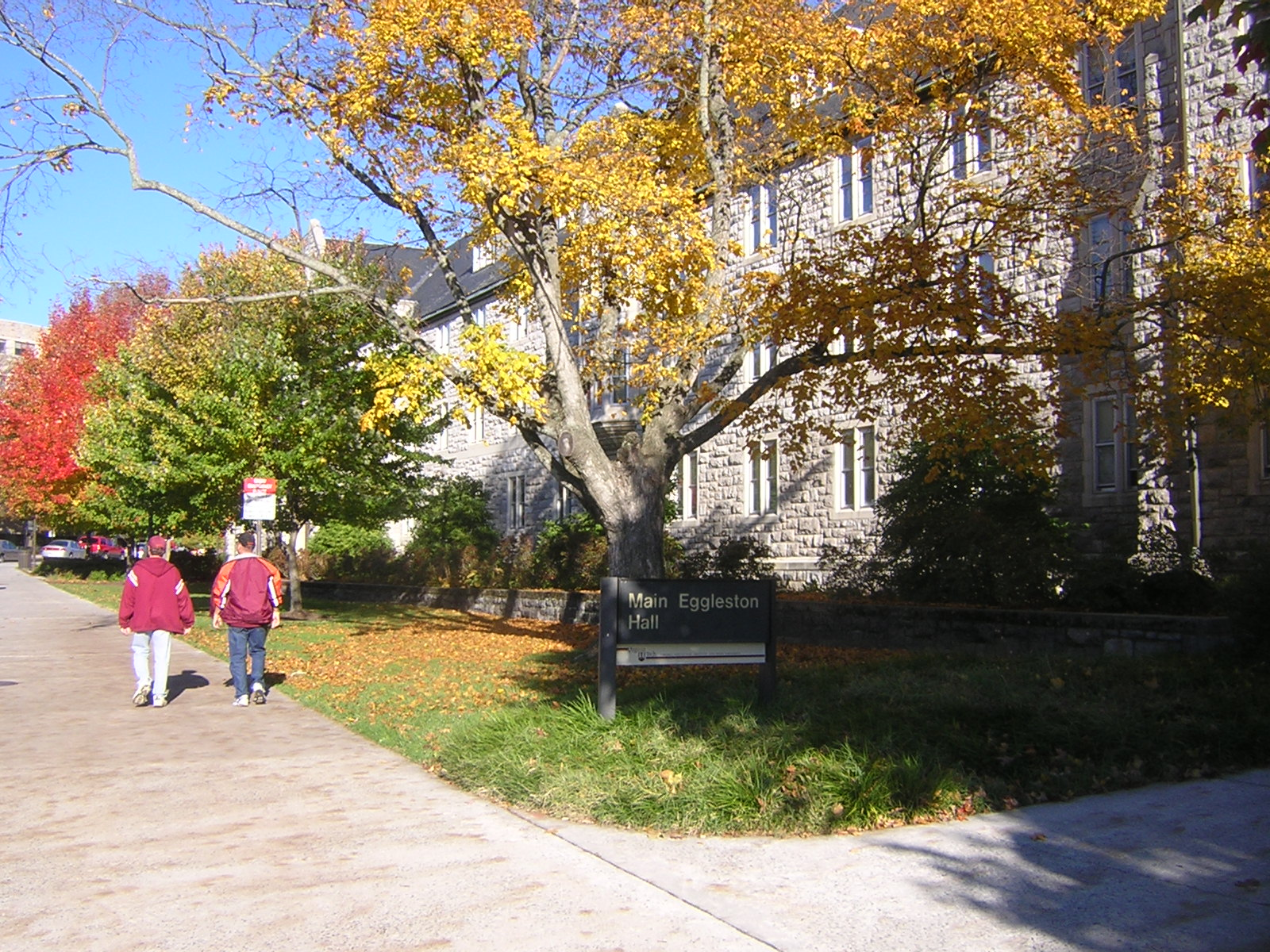
树叶在秋天变成橙色和栗色，这成为弗吉尼亚理工学院的代表色

超过9000名学生居住在学校中，绝大多数的宿舍位于德里尔操场的西南侧，如今有29个宿舍楼提供给本科和研究生使用。
学校为单身的研究生和学者提供在校住宿，并且不允许携带家属和家庭。
| 宿舍楼 | 宿舍楼 | 宿舍楼 |
| --- | --- | --- |
| - East Ambler Johnston - West Ambler Johnston - Barringer - Brodie - East Campbell - Main Campbell - Cochrane - Main Eggleston - West Eggleston - Harper | - Hillcrest - Johnson - Lee - Miles - Montheith - Newman - New Hall West - New Residence Hall East - O'Shaughnessy - Payne | - Peddrew-Yates - Pritchard - Slusher Tower - Slusher Wing - Thomas - Vawter - Graduate Life Center at Donaldson Brown - Oak Lane Community |

### 学员团

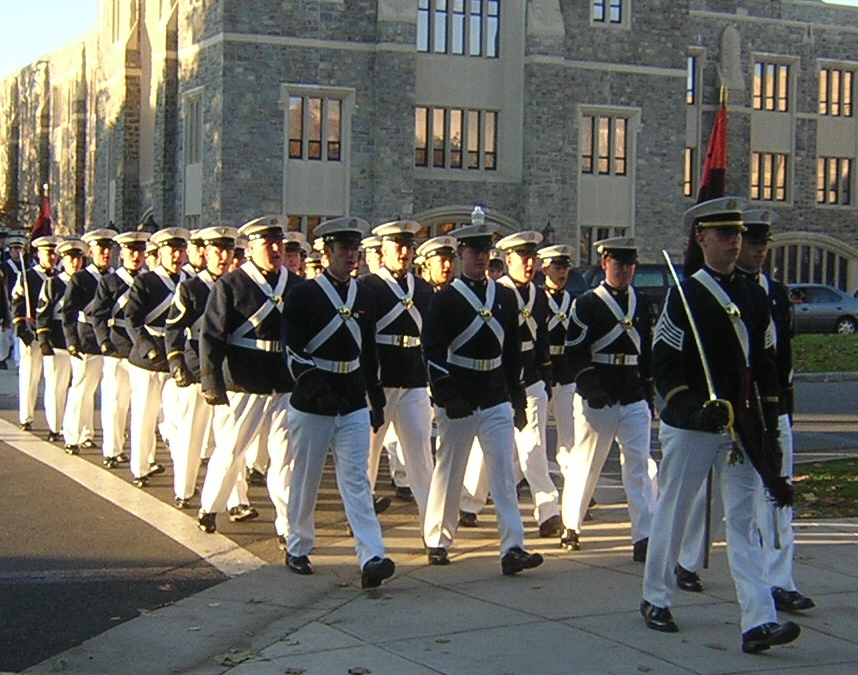
正在行军中的学员团

在1932年之前，每一位健全的男性学生都要求在四年学习期间加入弗吉尼亚理工学院学员团。1942年，这一要求压缩到了两年，并且参与必须自愿。弗吉尼亚理工学院也是当今仍然保留完整学员团制度（包括活跃的学员团及“平民化”生活方式）的三所学校之一，其他两所是德州农工大学和北佐治亚大学。
弗吉尼亚理工学院的学员团有超过1000名学员，并且有正式的军营。军营活动位于具有历史传统的上四方楼区。这一地区拥有学校最老的几栋建筑，它们可以追溯到19世纪晚期。

## 校友

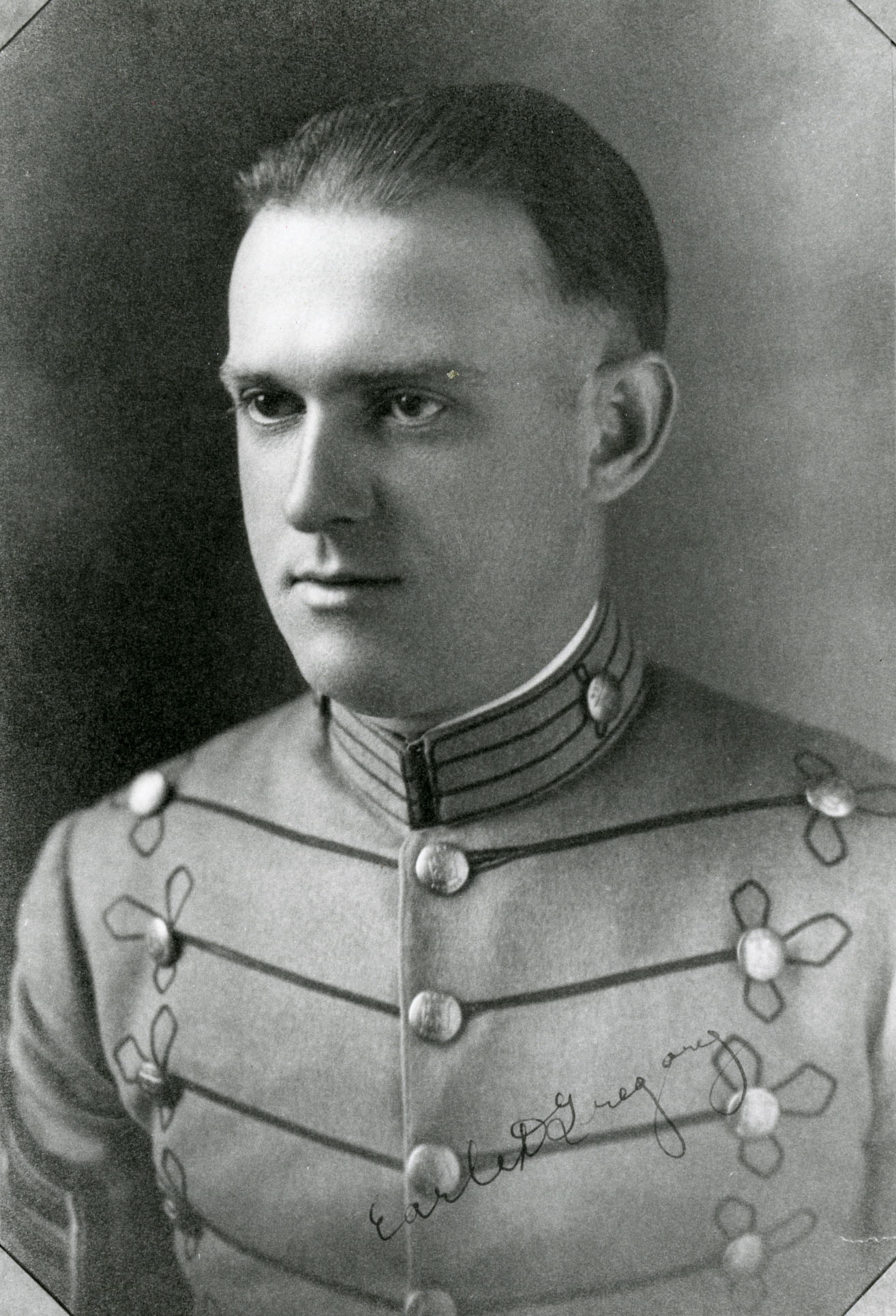
厄尔·D·格雷戈里

1872年建校以来，弗吉尼亚农业和工业学院、弗吉尼亚理工学院为美国政治、经济、工程、建筑领域培养了大量校友，同时也极大地提高了学校成为全球著名大学的声望。
- 王希季，中国两弹一星功勋奖章获得者，中国科学院院士。
- 厄尔·D·格雷戈里（英语：Earle D. Gregory），美国荣誉勋章获得者

## 体育
弗吉尼亚理工学院运动队被称之为“霍奇（Hokies）”，除了游泳队采用一个变体。它是全美大学体育协会的甲级联赛成员。自从2004-2005赛季后，它参加大西洋沿岸联盟；而2000-2001年至2003-2004赛季时，它参加大东部联盟；在1995-1996年赛季至1999-2000年赛季，它是大西洋十大联盟成员；在1978-1979年赛季至1994-1995年赛季，它是地铁联盟成员。

它的男子运动队包括有棒球、篮球、越野赛、橄榄球、高尔夫、英式足球、游泳&跳水、网球、田径和举重；而女子队包括棒球、越野赛、短曲棍球、高尔夫、长曲棍球、划船、英式足球、垒球、游泳&跳水、网球、田径和网球。
霍奇鸟是一个土鸡样的生物，它来源于最初学校的吉祥物——战斗的火鸡。尽管当今的霍奇鸟仍然与“战斗的火鸡”相似，但是已经取代后者，成为更常见的口语用法。而时尚化的写法（的缩写），也被用做弗吉尼亚理工运动队的标志，并被学校注册成为商标。

「VT」时尚型图标

在早期VPI时期，最激烈的一项竞争是VPI和弗吉尼亚军事学院。这一竞争后来演化为“南方军事经典”（Military Classic of the South），在感恩节那一天，两校在弗吉尼亚州罗诺克进行橄榄球赛。1978年，全美大学体育协会将橄榄球联赛分区。弗吉尼亚军事学院选择加入甲级联赛-AA界别（现在的甲级FCS），而两校因为学生容量导致竞技水平产生不平衡，导致这一竞赛传统在1984年赛季后结束。另一个长期并重要的体育竞赛是在弗吉尼亚理工学院与弗吉尼亚大学之间，弗吉尼亚-弗吉尼亚理工竞争随着两校在20世纪60和70年代的发展而加强，并成为霍奇队的主要体育竞争赛事之一。两校橄榄球队每赛季都在“联邦杯”（Commonwealth Cup）上竞赛。
弗吉尼亚理工的战歌《理工的胜利》，写于1919年，并保留至今。在体育赛事中，弗吉尼亚理工学院乐队“行军中的弗吉尼亚人”和士官团军乐队，都会在体育赛事中演奏《理工的胜利》。而1896年的《老霍奇》也被保留至今，用于各种场合的欢呼和庆祝。

## 外部連結
- 官方網站（vt.edu） （页面存档备份，存于）
- 槍擊事件紀念網頁 （页面存档备份，存于）